# Nasugbu
Nasugbu est une municipalité de la province de Batangas.